# IC 2939
IC 2939 је појединачна звијезда у сазвјежђу Лав која се налази на листи објеката дубоког неба у Индекс каталогу.
Деклинација објекта је + 10° 41' 49" а ректасцензија 11h 35m 37,9s.